# Є̈
Є̈ (minuskule є̈) je písmeno cyrilice. Je používáno pouze v chantyjštině, do používání bylo uvedeno v roce 2000. V chantyjštině odpovídá jotované variantě písmena Є.
Místo písmena Є̈ může být alternativně použito písmeno Ԑ̈.